# Marie Boivin
Pour les articles homonymes, voir Boivin.
Marie Gillain Boivin (9 avril 1773 – 16 mai 1841) est une sage-femme française, auteur d'ouvrages médicaux. Avec Marie-Louise Lachapelle (1769–1821), elle est en France, dans le domaine médical, la femme la plus connue du début du XIXe siècle.

## Biographie
« Madame Boivin », ou « madame veuve Boivin », comme la connaissaient ses contemporains et comme elle signait ses ouvrages, est née Marie Anne Victorine Gillain, à Montreuil, près de Versailles. Ses parents étaient plutôt pauvres.
Élève des visitandines à Étampes, elle attire l'attention de Madame Élisabeth, sœur de Louis XVI. Témoin des massacres de l'Abbaye, elle en conçoit du dégoût pour les idées républicaines. Elle suit pendant trois ans l'enseignement du chirurgien en chef d'Étampes. Elle épouse Louis Boivin en 1797 et donne naissance à une petite fille. Son mari meurt peu après. Elle est formée au métier de sage-femme par Marie-Louise Lachapelle et devient son assistante. On l'appelle, au bout de neuf mois, à remplacer Mme du Coudray, mais elle refuse.
Elle obtient son diplôme de sage-femme en 1800 et revient à Versailles, mais à la mort de sa fille, elle retourne à la maternité de Port-Royal travailler auprès de Marie-Louise Lachapelle. Elle en est d'abord l'amie, mais devient sa rivale après la publication du Mémorial ; elle sera congédiée sans compensation.
M.A. Boivin dirige quelques années l'hôpital général de Poissy. Elle invente un nouveau pelvimètre et un nouveau spéculum. Elle est parmi les premiers à utiliser un stéthoscope pour écouter le cœur du fœtus.
Regrettant encore de ne pas avoir été reçue à l'Académie de médecine, celle que l'illustre Dupuytren avait appelée pour la naissance de sa fille meurt dans la pauvreté en 1841, peu après avoir pris sa retraite.

## Réalisations

### Écrits

#### Ouvrages originaux
- Mémoire sur les hémorragies internes de l'utérus[Note 3], Paris, Méquignon, 1818
- Mémorial de l'art des accouchemens, ou Principes fondés sur la pratique de l'hospice de la Maternité de Paris et sur celle des plus célèbres praticiens nationaux et étrangers sur Google Livres, 3e  éd., Paris, Méquignon, 1827Elle avait d'abord eu l'intention de faire publier cet ouvrage sous le nom de Mme Lachapelle, mais le Dr Chaussier la convainquit de le mettre sous son nom à elle[1]. Le livre fut bientôt utilisé en classe par les sages-femmes.Les illustrations ont été publiées séparément dans Einhundert und Sechs lithographirte [sic] Abbildungen zu dem Handbuch der Geburtshülfe [sic], Cassel, Johann Christian Krieger, 1829 (OCLC 2198588).
  - (it) Dell'arte di assistere ai parti : opera classica della signora Boivin, traduction et augmentation de Domenico Meli, 1822
  - (de) Handbuch der Geburtshülfe, nach den Grundsätzen der Entbindungs-Anstalt zu Paris, und denen der berühmtesten in- und ausländischen Geburtshelfer[Note 4], Cassel, Krieger, 1829
- Recherches sur une des causes les plus fréquentes et la moins connue de l’avortement, suivies d’un mémoire sur l’intro-pelvimètre, ou mensurateur interne du bassin, Paris, Baillière, 1828 — Description de l'intropelvimètre. La fin du titre mentionne que l'ouvrage a été « couronné par la Société royale de médecine de Bordeaux ».
  - (de) Über eine sehr gewöhnliche und noch wenig gekannte Ursache des Abortus, nebst einer Denkschrift über den Intro-Pelvimeter oder innern Beckenmesser, trad. Friedrich Ludwig Meissner (de), Leipzig, 1829[3]
- Nouvelles recherches sur l'origine, la nature et le traitement de la môle vésiculaire ou grossesse hydatique, 1827
- Observations et réflexions sur les cas d'absorption du placenta sur Gallica, Paris, Mme Huzard, 1829
- (avec Antoine Louis Dugès) Traité pratique des maladies de l'utérus et de ses annexes : fondé sur un grand nombre d'observations cliniques : accompagné d'un atlas de 41 planches in-folio gravées et coloriées, représentant les principales altérations morbides des organes génitaux de la femme, Paris, Baillière, 1833[4] (En ligne : vol. 2) — Le titre se poursuit ainsi : « accompagné d'un atlas de 41 planches in-fol. gravées et coloriées, représentant les principales altérations morbides des organes génitaux de la femme ». — Comprend aussi une liste d'ouvrages de Boivin et de Dugès.
  - (en) A practical treatise on the diseases of the uterus and its appendages, trad. G. Oakley Heming, Londres, 1834[5]
- Jean-Zuléma Amussat[Note 5], A. Andral, Marie Boivin et Jean-Eugène Dezeimeris, Dictionnaire des études médicales pratiques, Paris, 1838–1839, in-8, 5 vol. En ligne : t. 1, 1838 ; t. 2, 1838 ; t. 3, 1839 ; t. 4, 1839, sur Google Livres

#### Traductions

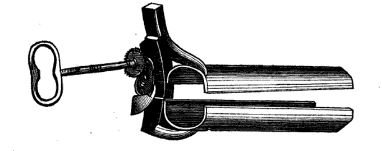
Spéculum de Mme Boivin.

- Édouard Rigby (en) et Stewart Duncan, Nouveau traité sur les hémorragies de l'utérus sur Gallica, avec 124 observations tirées de la pratique des deux auteurs précédé d'une Notice historique sur le traitement des hémorragies utérines et suivi d'une Lettre de M. Chaussier sur la structure de l'utérus, Paris, 1818 — Avec des notes de Boivin.
- John Baron (en), Recherches, observations et expériences sur le développement naturel et artificiel des maladies tuberculeuses : suivies d'un nouvel examen des doctrines pathologiques, Veuve Desray, 1825, 534 p.

### Inventions
- « Le spéculum de Mme Boivin « est formé de deux demi-cylindres unis par leurs extrémités externes et qui s'écartent l'un de l'autre en conservant toujours la forme cylindrique[7] ». On l'utilisait pour dilater le vagin et pour examiner le col de l'utérus.

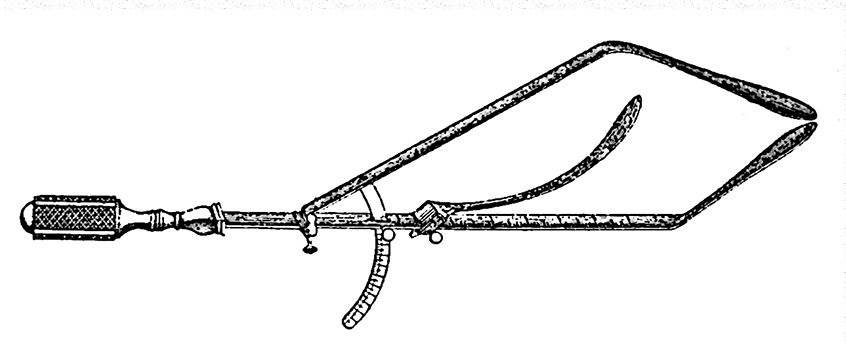
Intropelvimètre de Mme Boivin.

- Intropelvimètre : « L'une des branches de ce compas est introduite dans le vagin et vient prendre appui sur la face postérieure du pubis ; l'autre branche pénètre dans le bassin, en glissant dans le rectum, jusqu'à ce qu'elle arrive au contact du promontoire[Note 6] ». Mme Boivin, dans le mémoire où elle décrit son intropelvimètre, ajoute qu'il pourrait être employé comme céphalomètre pour mesurer la tête pendant l'accouchement. L'invention est décrite dans un texte, Recherches sur une des causes les plus fréquentes et la moins connue de l’avortement …

## Compléments

### Honneurs
- Médaille d'or du mérite civil de Prusse[8].
- Doctorat en médecine honoris causa de l'université de Marbourg (1827)[9],[Note 7],[Note 4],[Note 8].
- Membre honoraire de la Société royale de médecine de Bordeaux.
- Le cratère vénusien Boivin a été nommé en son honneur[10].
- Une crèche de Versailles porte son nom.